# Iglesia de San Filippo (Carmagnola)
La iglesia de la Santísima Trinidad y San Filippo Neri es una iglesia en Carmagnola, más conocida como la iglesia de San Filippo.

## Historia
Fue construida entre 1715 y 1739 y fue consagrada definitivamente en 1745 junto con la iglesia municipal de San Rocco de manos del obispo de Saluzzo, Giuseppe Filippo Porporato.
Construido por los padres filipinos, recién llegados a la ciudad y instalados en el castillo local utilizado como convento, su autor sigue siendo desconocido hasta ahora, aunque muchos han apuntado el nombre de Francesco Gallo o de un destacado exponente de su escuela de arquitectura. Se construyó recuperando parte del material, en particular ladrillos, procedente de la demolición de las fortificaciones de la ciudad. Aquí se encontraba el puente levadizo y la llamada "Porta Zucchetta", que garantizaba la conexión entre la ciudad de Carmagnola y su fortaleza.
En 1863, la iglesia y el castillo cercano fueron abandonados por los padres Filippini y el complejo fue vendido a la administración municipal de Carmagnola. Posteriormente, la iglesia fue desconsagrada y actualmente se utiliza para eventos culturales y exposiciones. En 1956 la iglesia volvió a desempeñar durante algún tiempo la función de lugar de culto, sustituyendo a la colegiata de los Santos Pedro y Pablo, que quedó inutilizable debido a renovaciones.
En diciembre de 2017 se completó la restauración de la fachada, devolviéndola a su antiguo esplendor.

## Descripción
Externamente, la fachada de la iglesia es de estilo barroco piamontés con ladrillos a la vista y decoraciones de terracota en gran parte elaboradas.
Internamente, la estructura tiene planta de una sola nave al que se abren dos capillas a cada lado. Si bien deseaban un aparato decorativo solemne y suntuoso, los padres filipinos exigieron la ausencia de excesos y pidieron expresamente la creación de una sala única, que ayudara a los fieles a concentrarse en el altar mayor. El altar mayor está decorado con un gran lienzo que representa la Santísima Trinidad, obra del padre Ignazio Fassina (1701-1769), que también pintó in situ los frescos de la bóveda del presbiterio que fueron enlucidos en el siglo XIX, cuando sirvió temporalmente como vivienda para militares, y luego resurgió después de cuidadosas restauraciones.